# J. T. Walsh
James Thomas Patrick Walsh (San Francisco, Califórnia, 28 de setembro de 1943 - San Diego, Califórnia, 27 de fevereiro de 1998) foi um ator norte-americano que atuou em vários filmes durante as décadas de 1980 e 1990.
Atuou como o grande vilão de Breakdown, com Kurt Russell. Seu último trabalho foi no filme O Negociador, ao lado de Kevin Spacey e Samuel L. Jackson.
Morreu em 27 de fevereiro de 1998 vitimado por um ataque cardíaco.

## Filmografia
| Ano  | Filme                  | Papel                         | Notas                                                           |
| ---- | ---------------------- | ----------------------------- | --------------------------------------------------------------- |
| 1985 | Right to Kill?         | Maj. Eckworth                 |                                                                 |
| 1986 | Hannah and Her Sisters | Ed Smythe                     |                                                                 |
| 1987 | Good Morning, Vietnam  | Sgt. Major Dickerson          |                                                                 |
| 1988 | Tequila Sunrise        | DEA Agent Hal Maguire         |                                                                 |
| 1989 | Dad                    | Doutor Santana                |                                                                 |
| 1990 | Misery                 | State Trooper Sherman Douglas | Sem crédito                                                     |
| 1990 | The Grifters           | Cole                          |                                                                 |
| 1991 | Iron Maze              | Jack Ruhle                    |                                                                 |
| 1991 | Backdraft              | Alderman Marty Swayzak        |                                                                 |
| 1992 | A Few Good Men         | Lt. Col. Matthew Markinson    |                                                                 |
| 1992 | Red Rock West          | Wayne                         |                                                                 |
| 1992 | Hoffa                  | Frank Fitzsimmons             |                                                                 |
| 1993 | Needful Things         | Danforth 'Buster' Keeton III  |                                                                 |
| 1993 | Sniper                 | Chester Van Damme             |                                                                 |
| 1994 | The Last Seduction     | Frank Griffith                |                                                                 |
| 1994 | Blue Chips             | Happy                         |                                                                 |
| 1994 | The Client             | Jason McThune                 |                                                                 |
| 1994 | Silent Fall            | Sheriff Mitch Rivers          |                                                                 |
| 1995 | Nixon                  | John Ehrlichman               |                                                                 |
| 1995 | Black Day Blue Night   | Lt. John Quinn                |                                                                 |
| 1996 | Executive Decision     | Senator Mavros                |                                                                 |
| 1996 | Sling Blade            | Charles Bushman               |                                                                 |
| 1997 | Breakdown              | Warren 'Red' Barr             |                                                                 |
| 1998 | The Negotiator         | Inspector Terence Niebaum     | Filme dedicado a Walsh que morreu antes do lançamento do filme. |
| 1998 | Pleasantville          | Big Bob                       | Filme dedicado a Walsh que morreu antes do lançamento do filme. |
| 1998 | Hidden Agenda          | Jonathan Zanuck               | Filme dedicado a Walsh que morreu antes do lançamento do filme. |